# Juval Aviv
Juval Aviv (em hebraico:  יובל אביב;) (24 de fevereiro de 1947), também Yuval Aviv, é um consultor de segurança israelense-americano e fundador da Interfor International, uma empresa de investigações corporativas na cidade de Nova York. Juval Aviv é também ex - agente do Mossad e escritor de livros sob o pseudônimo de Sam Green.
Em particular, Aviv investigou o ataque terrorista ao vôo 103 da Pan Am.

## Biografia
Yuval Aviof (mais tarde Juval Aviv) nasceu em Kfar Menachem em 24 de fevereiro de 1947 como Yuval Aviof. Ele recebeu seu diploma de mestre da Universidade de Tel Aviv. Aviof serviu como major na Força de Defesa de Israel e no Mossad de 1968 a 1979. De acordo com o Herald Sun, ele participou das operações do serviço secreto do Mossad em muitos países.

## Carreira de negócios
Aviv é presidente e CEO da Interfor, uma empresa internacional de investigação e inteligência, de acordo com o ABA Banking Journal. Ele investigou casos como o bombardeio do voo 103 da Pan Am para os clientes US Aviation e Pan American World Airways.
Aviv foi contratado pela Pan Am em 1989 para investigar quem havia bombardeado o voo 103 da Pan Am. Ele conta que recebeu as informações de pessoas que se envolveram direta e indiretamente. Em seu relatório, ele afirmou que agentes americanos monitoravam uma rota de tráfico de heroína operada do Oriente Médio para os Estados Unidos, administrada por um criminoso sírio.
Aviv disse que os sírios tinham ligações com militantes do Hezbollah que mantinham ocidentais como reféns em Beirute. De acordo com Aviv, agentes americanos concordaram em permitir que o contrabando de heroína continuasse em troca de ajuda para libertar os reféns. Em algum momento, extremistas turcos, que trabalhavam no aeroporto de Frankfurt como carregadores de bagagem, trocaram uma mala de heroína por uma bomba.
A Comissão do Presidente sobre Segurança da Aviação e Terrorismo examinou essas alegações em 1989 e não encontrou "nenhum fundamento para especulação nos relatos da imprensa de que funcionários do governo dos Estados Unidos haviam participado tacitamente ou de outra forma em qualquer suposta operação no Aeroporto de Frankurt que tivesse algo a ver com a sabotagem do vôo 103".
Depois que o relatório da Interfor foi divulgado, Aviv foi descrito por oficiais diplomáticos e de inteligência como "um fabricante que mentiu sobre todo o seu passado". Mais tarde, Aviv afirmou: "Nunca me disseram diretamente que [meu relatório] estava errado, eu sempre fui atacado como o mensageiro, como alguém que era um fabricante, um lunático, seja o que for." A American RadioWorks, unidade nacional de documentários da American Public Media, investigou as alegações de que Aviv nunca havia sido empregado do FBI ou do Mossad. Eles encontraram vários documentos, incluindo um memorando do FBI de 1982 e um acordo de informantes entre Aviv e o Departamento de Justiça dos EUA, que se referem a uma associação anterior com a inteligência israelense. Ele tem sido usado como fonte por publicações como o New York Times e pelas redes de notícias Fox News Channel e ABC News.

## Envolvimento naVingança
Em 1981, o escritor canadense George Jonas foi abordado por Collins Canada sobre um encontro com Aviv, que alegou ter estado envolvido na Operação Cólera de Deus, uma operação para assassinar os militantes palestinos que realizaram o massacre de Munique de 1972, do qual fizeram reféns e matou 11 atletas israelenses. Em um acordo conjunto, duas editoras de Toronto, Lester &amp; Orpen Dennys e Collins Canada Ltd, contrataram Jonas para pesquisar e escrever o relato de Aviv.
De acordo com a Maclean's, que reuniu uma equipe investigativa de 11 pessoas para descobrir se a história de Aviv era verdadeira, o livro gerou $ 500.000 em vendas externas antecipadas. Depois que seu livro foi publicado, Jonas disse a um jornalista da Maclean's que havia gasto dois anos e $ 30.000 do dinheiro dos editores conduzindo pesquisas na Europa e em Israel. American RadioWorks, a unidade nacional de documentários da American Public Media, examinou as alegações também e observou vários documentos judiciais, incluindo um memorando do FBI de 1982 e um acordo de informante entre Aviv e o Departamento de Justiça dos EUA, ambos os quais se referem a um associação anterior com a inteligência israelense.
Em 1984, Jonas, Louise Dennys e o presidente da Collins Canada, Nicholas Harris, disseram a Maclean's que estavam satisfeitos com a genuína história. Jonas disse ao Maclean's: "Na minha opinião, se ele [Aviv] não é legítimo, só pode ser um ex-funcionário descontente do Mossad com conhecimento suficiente do que aconteceu nesta área. No que me diz respeito, se ele não é quem diz ser, é isso que ele é".
Em 1986, o livro foi adaptado como um filme feito para a televisão, Sword of Gideon, estrelado por Steven Bauer e Michael York. O livro também foi transformado em um longa-metragem de 2005, Munique, dirigido por Steven Spielberg, estrelado por Eric Bana, Daniel Craig e Geoffrey Rush.
O livro Os Homens que Seriam Rei: Um Conto Quase Épico de Moguls, Filmes e uma Empresa Chamada DreamWorks afirma que Steven Spielberg examinou Aviv durante a pré-produção do filme Munique (2005). Spielberg reuniu um grupo de pesquisadores e, por meio de seus contatos na Casa Branca e um diplomata do Oriente Médio, determinou que: "Seu nome verdadeiro era Juval Aviv. Além disso, a equipe de confiança de Spielberg descobriu arquivos do FBI provando que ele e sua equipe não eram fictícios".